# Dungamal
Dungamal is een census town in het district Khordha van de Indiase staat Odisha. 

## Demografie
Volgens de Indiase volkstelling van 2001 wonen er 6206 mensen in Dungamal, waarvan 63% mannelijk en 37% vrouwelijk is. De plaats heeft een alfabetiseringsgraad van 83%. 